# Reino de Artajona

Mapa del Reino de Artajona, donde se aprecia su posición dentro del Reino de Navarra en tiempos de Sancho VI

El Reino de Artajona fue un reino desaparecido establecido entre los años 1150 hasta 1158, en el interior del Reino de Pamplona
Fue un pequeño y fugaz reino en el interior de la actual Navarra que surgió a mediados del siglo XII, concretamente desde 1150 hasta 1158. En 1144, el rey de Pamplona García Ramírez se casa con Urraca, hija de Alfonso VII de León, recibiendo esta como dote las villas de Artajona, Olite, Larraga, Cebror y Miranda de Arga. El monarca pamplonés murió en 1150 y su viuda primero, y posteriormente su hermanastro Sancho III de Castilla continuaron gobernando el territorio artajonés, independiente pero vinculado a Castilla, hasta su restitución a Navarra en 1158.

## Historia
Los tres reinos más importantes en la península en esos momentos del siglo XII (Pamplona, León y Aragón) se encontraban inmersos en guerras continuas. El monarca Alfonso I el Batallador (rey de Aragón y Pamplona) muere en 1134, sucediéndole su hermano Ramiro II el Monje, en Aragón y García Ramírez el Restaurador en Pamplona, dividiendo así su reino.
A finales de 1143, era preciso restablecer los vínculos entre los reinos de León y el de Pamplona. Para García Ramírez era importante contar con el apoyo leonés ante los frecuentes conflictos en la frontera aragonesa. Para Alfonso VII era importante reactivar la reconquista y perpetuar su supremacía entre los Reinos cristianos españoles.
El matrimonio de Urraca (hija del emperador de León, Alfonso VII) con el rey pamplonés García Ramírez  se explica en función de la evolución de las relaciones leonesas-pamplonesas. 
En 1144 García Ramírez entregó en arras a su esposa Urraca las localidades de Artajona, Larraga, Cebror y Miranda de Arga, constituyéndose el Reino de Artajona, convirtiéndose, Artajona, ese año de 1144, en la capital, siendo su reina Urraca.
En 1150 muere el rey de Pamplona García Ramírez. Su hijo Sancho el Sabio (hijo con su primera esposa Margarita de l’Aigle) le sucede como rey de Pamplona y su viuda Urraca en el reino de Artajona, adquiriendo más protagonismo desde entonces.
Unos años más tarde, en 1153, tras las paces de Soria (junio de 1153) la reina Urraca regresa a Asturias, donde es nombrada gobernadora con el título de reina, sucediéndole en el reinado de Artajona su hermanastro Sancho III de Castilla, hijo de Alfonso VII y su esposa Berenguela de Barcelona, figurando como tal rey hasta su coronación como rey privativo de Castilla (1157).
Efectivamente, tras unos confusos años llenos de confrontaciones y batallas, en 1157 falleció el rey de León Alfonso VII. Su hijo Sancho el Deseado le sucedió en el trono de Castilla y dejó libre el Reino de Artajona, devolviendo el reino artajonés al rey navarro Sancho VI el Sabio, primero en abandonar definitivamente el título de rey de Pamplona para adoptar el de rey de Navarra, reintegrándolo a su corona en 1158.
Así finalizó la historia de este diminuto reino. Desde entonces las villas que lo formaron quedaron para siempre reintegradas en el ya denominado Reino de Navarra.